# UnitedHealth Group
UnitedHealth Group (junaɪtɪd helθ gruːp) — найбільша компанія США в галузі медичного страхування. Обслуговує понад 100 млн клієнтів в США і деяких інших країнах. UnitedHealth Group зайняла 6-е місце в списку найбільших американських компаній Fortune 500 і 35-е в списку Fortune Global 500.

## Історія
United HealthCare Corporation була створена в 1977 році на основі утвореної трьома роками раніше компанії Charter Med Incorporated. У 1984 році компанія стала публічною. У 1998 році корпорація була перейменована в UnitedHealth Group. У 2012 році була поглинена компанія Amil Participações S.A., найбільша в Бразилії в сфері медичного страхування. У 2015 році була куплена компанія Catamaran, яка увійшла до підрозділу поширення медикаментів OptumRx.

## Керівництво
Річард Берк (Richard T. Burke, Sr.) — незалежний голова правління з 2007 року. Член ради директорів з 1977 року, до 1988 року був також головним виконавчим директором. З 1995 по 2001 рік був власником і керуючим клубу НХЛ Phoenix Coyotes.
Стівен Хемслі (Stephen J. Hemsley) — головний виконавчий директор (CEO) з 2006 року, в компанії з 1997 року. У 2011 році став найбільш високооплачуваним CEO за версією Forbes. Джон Рекс (John Rex) — головний фінансовий директор з 2016 року.

## Діяльність
- UnitedHealth Group складається з наступних підрозділів:
- UnitedHealthcare — займається медичним страхуванням різних категорій населення як в США, так і в інших країнах; оборот в 2015 році — $ 131 млрд, активи — $ 64 млрд.
- OptumHealth — займається програмами по догляду, в тому числі медичного; оборот в 2015 році — $ 13,9 млрд, активи — $ 14,6 млрд.
- OptumInsight — надає медичним закладам інформаційні та консультаційні послуги; оборот в 2015 році — $ 6,2 млрд, активи — $ 8,3 млрд.
- OptumRx — надає управлінські послуги в сфері виробництва і розповсюдження медикаментів; оборот в 2015 році — $ 48 млрд, активи — $ 26,8 млрд.